# Panamparan
Panamparan is een bestuurslaag in het regentschap Toba Samosir van de provincie Noord-Sumatra, Indonesië. Panamparan telt 697 inwoners (volkstelling 2010).